# Іньків Дмитро
Дмитро Іньків (? — наприкінці 1919) — командир полку Дієвої армії УНР.

## Життєпис
Останнє звання у російській армії — капітан. З середини січня 1919 року командував 4-м гарматним полком Січових стрільців Дієвої армії УНР (з середини липня 1919 року — 7-й гарматний полк 3-ї Залізної дивізії). 
З кінця вересня 1919 року, після початку війни проти білогвардійців, усунувся від керівництва полком. 
Перебував у Проскурові, де наприкінці 1919 року помер від епідемічного висипного тифу.